# Moschee di Istanbul
Le moschee di Istanbul sono un luogo di culto dei seguaci della fede islamica, presenti nel maggior centro urbano della Turchia. Nel 2007 ne risultavano 2.944 ancora attive.
Alcune sono risalenti al periodo successivo al 1453 quando la città venne conquistata dagli ottomani divenendo in seguito la capitale dell'impero (conosciuta anche con il nome di Costantinopoli), nonché la più grande metropoli del Medio oriente.

## Edifici bizantini

La basilica di Santa Sofia, riconvertita in moschea nel luglio del 2020

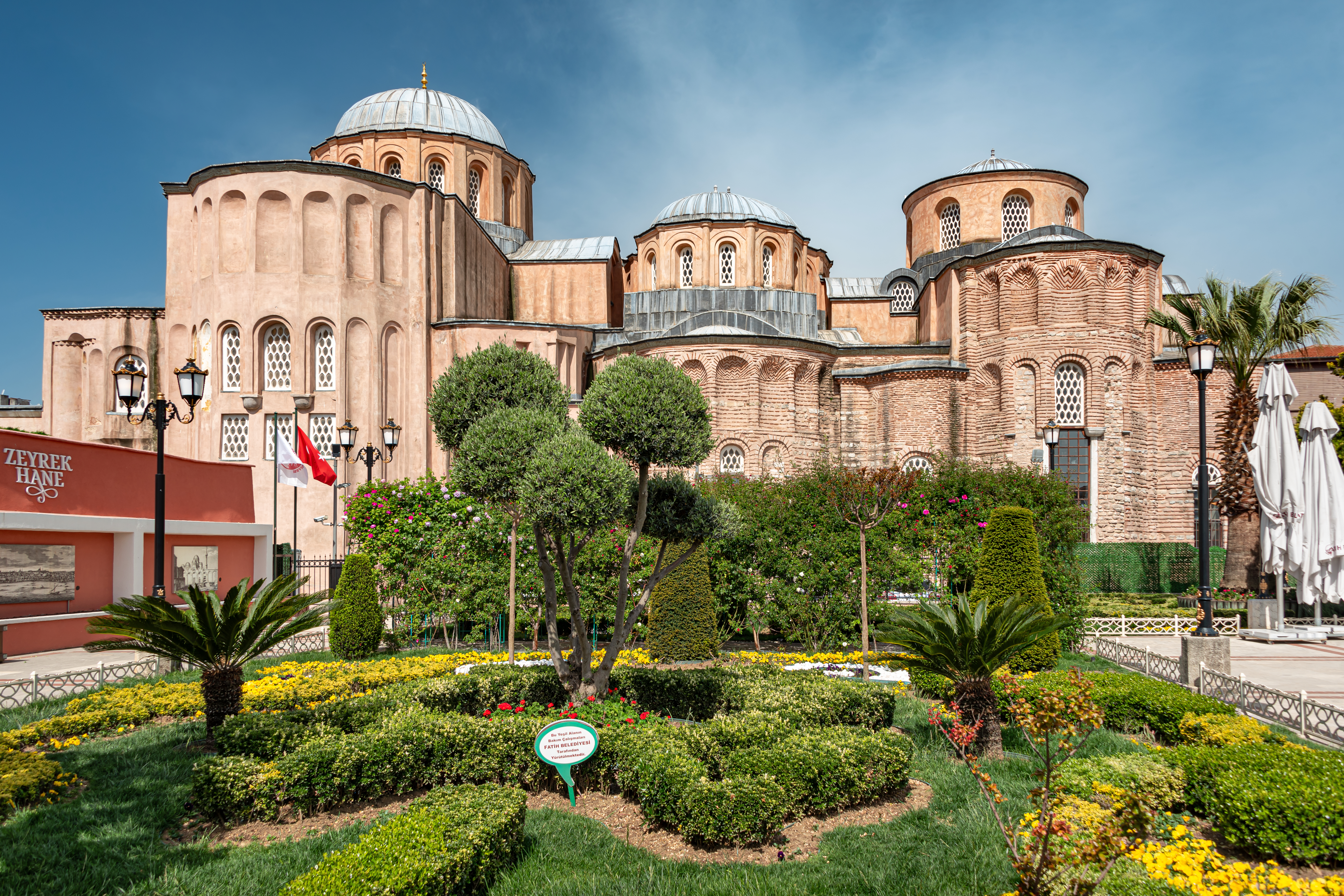
Moschea Zeyrek

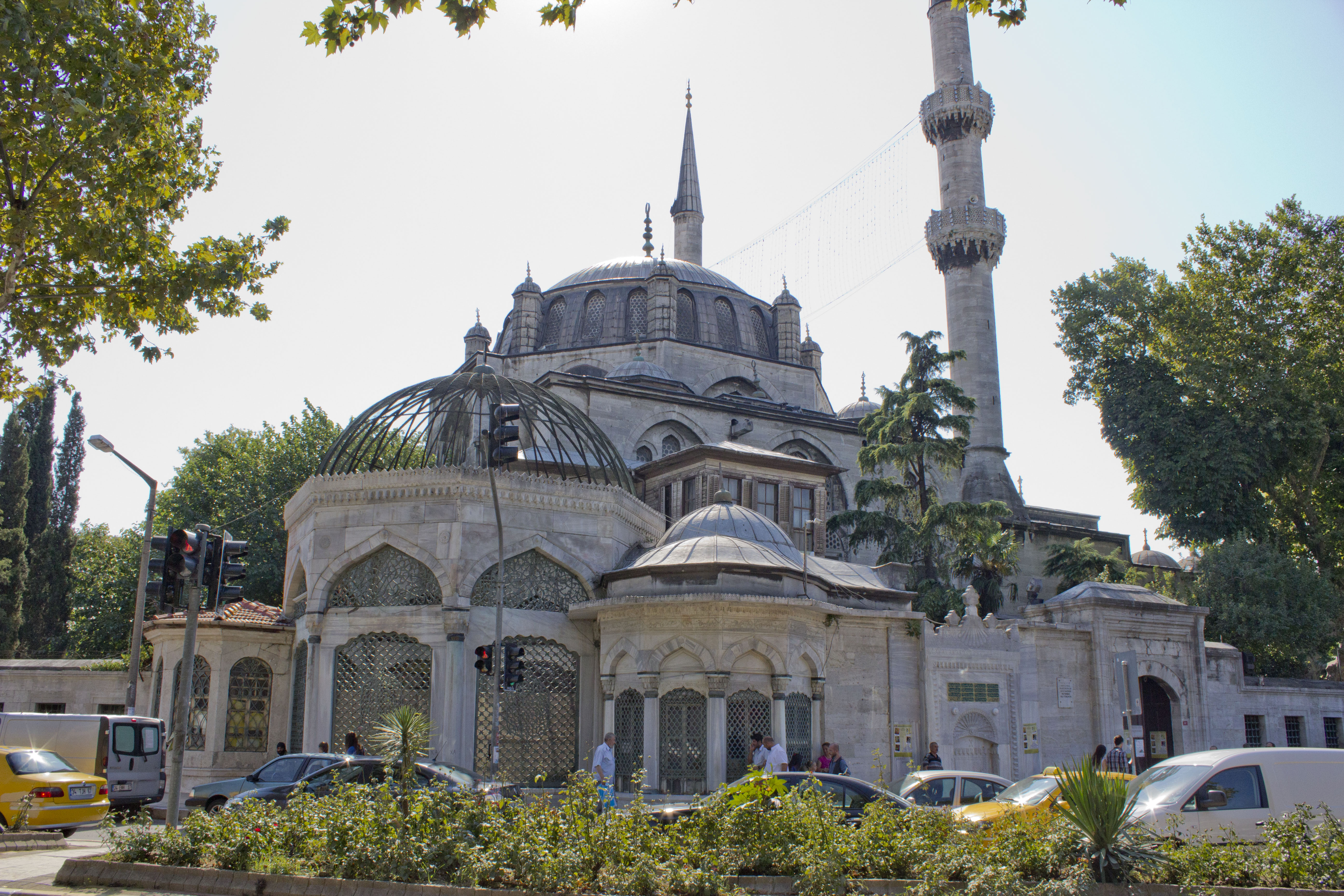
Moschea Yeni Valide

Queste chiese Bizantine vennero convertite in moschee dagli ottomani.
- Moschea di Atik Ali Paşa
- Moschea Bodrum
- Moschea Eski Imaret
- Moschea di Fenari Isa
- Moschea Fethiye, ora parzialmente trasformata in museo
- Moschea Hirami Ahmet Pasha
- Moschea Gül
- Hagia Sophia
- Moschea Kariye (già San Salvatore in Chora)
- Moschea Kalenderhane
- Moschea Kefeli
- Moschea Koca Mustafa Pasha
- Piccola Santa Sofia
- Moschea Sancaktar Hayrettin
- Moschea Vefa Kilise
- Moschea di Zeyrek

## Moschee ottomane
- Moschea Atik Valide
- Moschea di Bayezid II

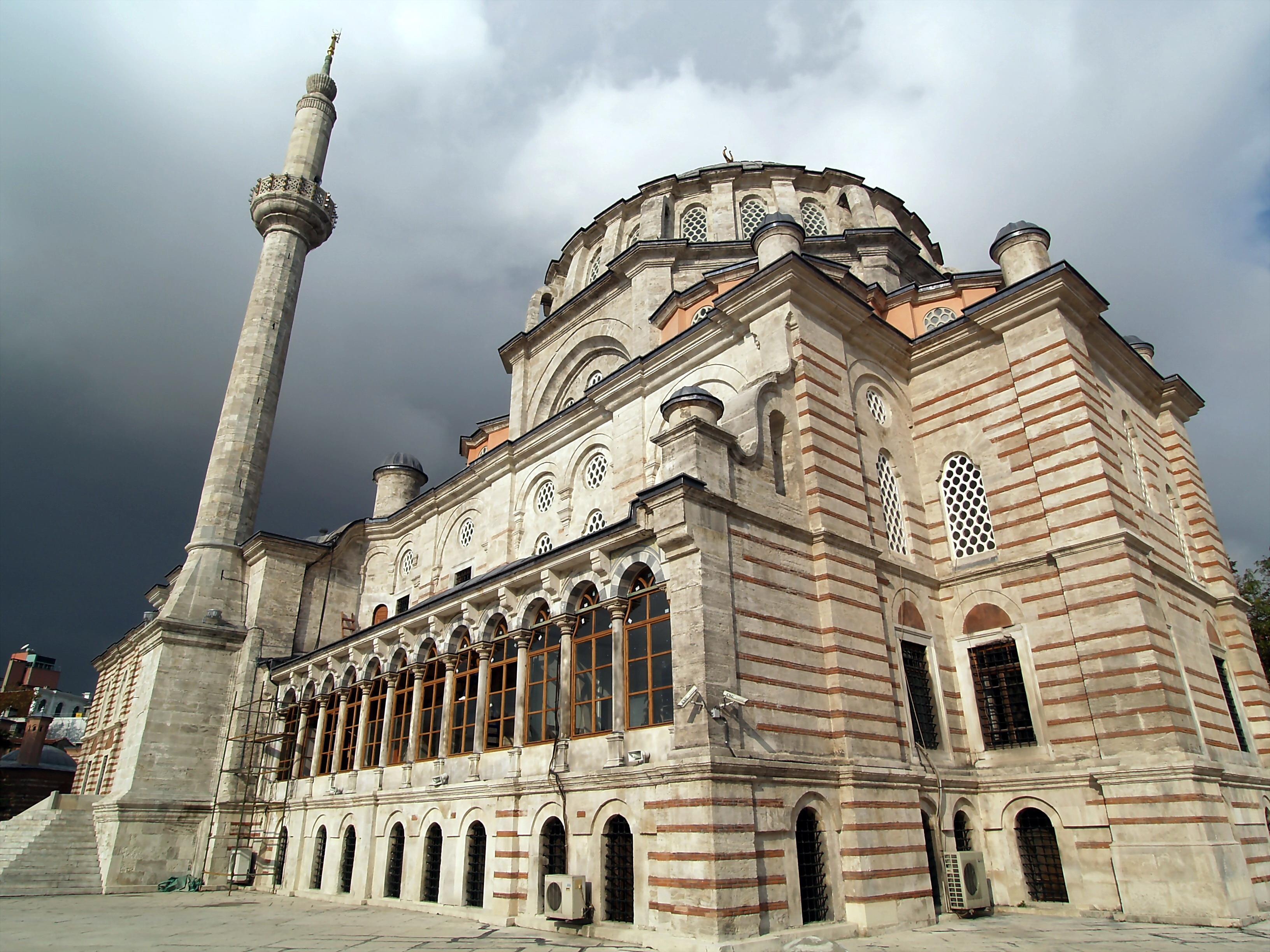
Moschea Laleli

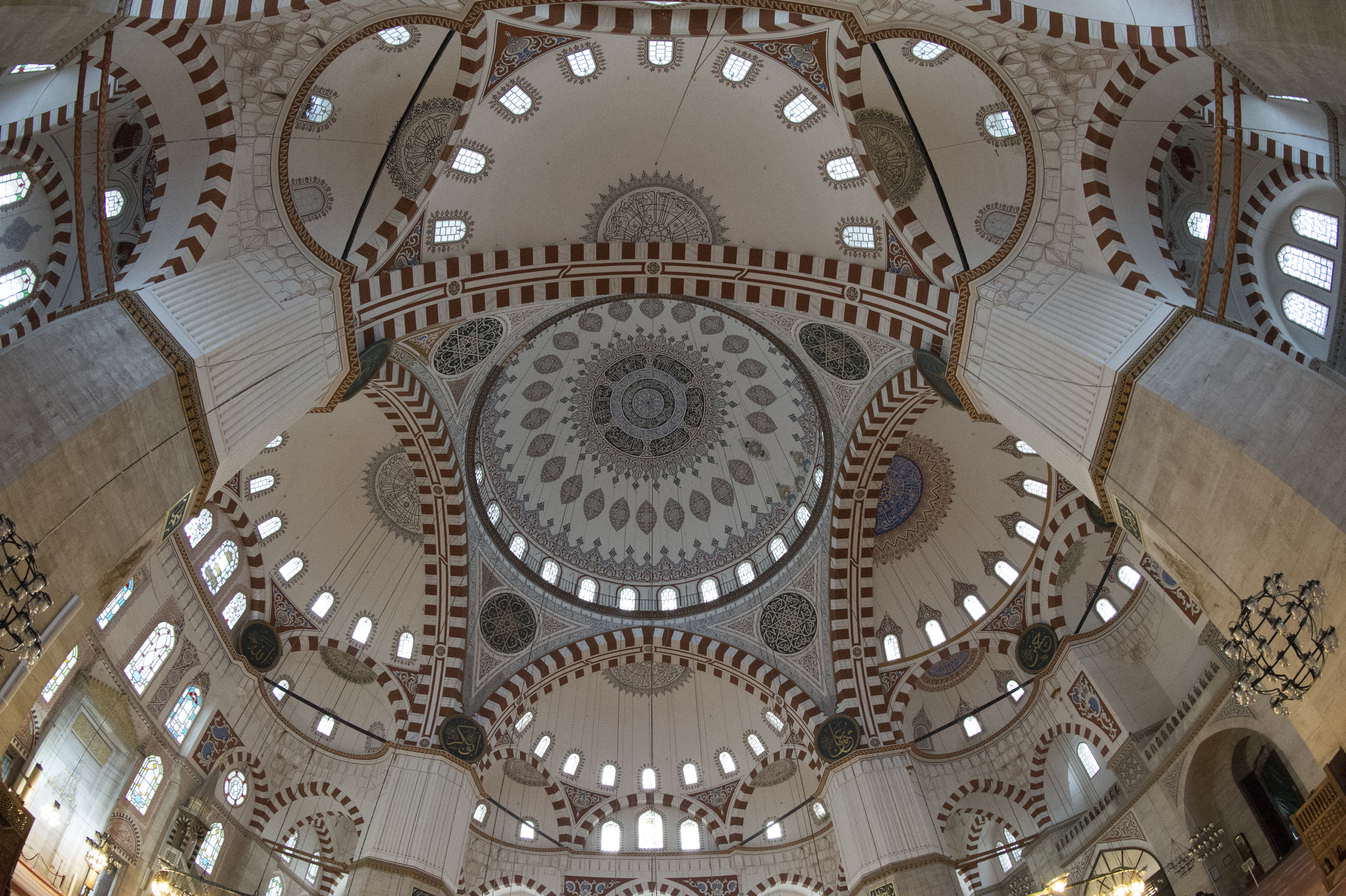
Moschea Sehzade

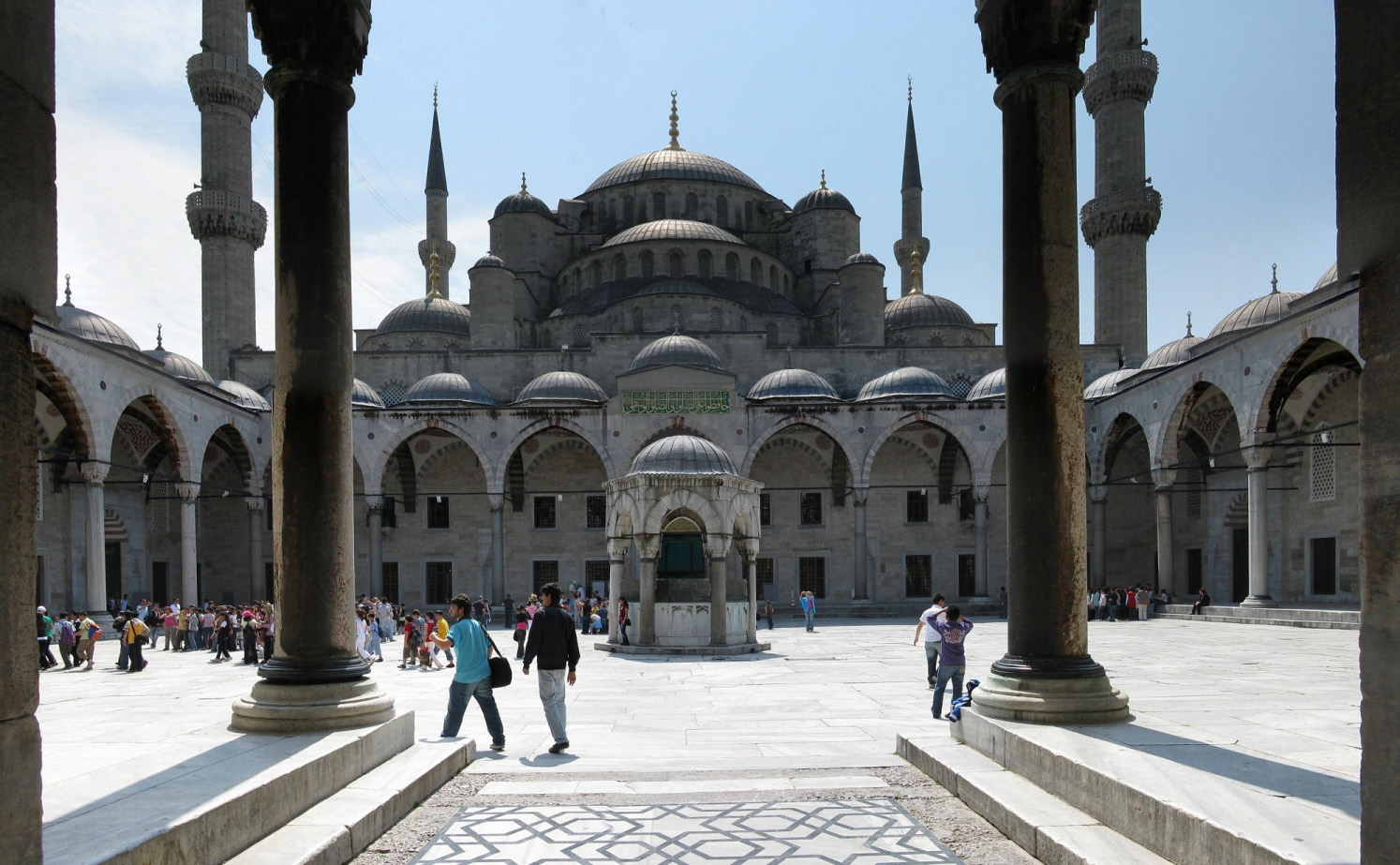
Cortile della Moschea Blu

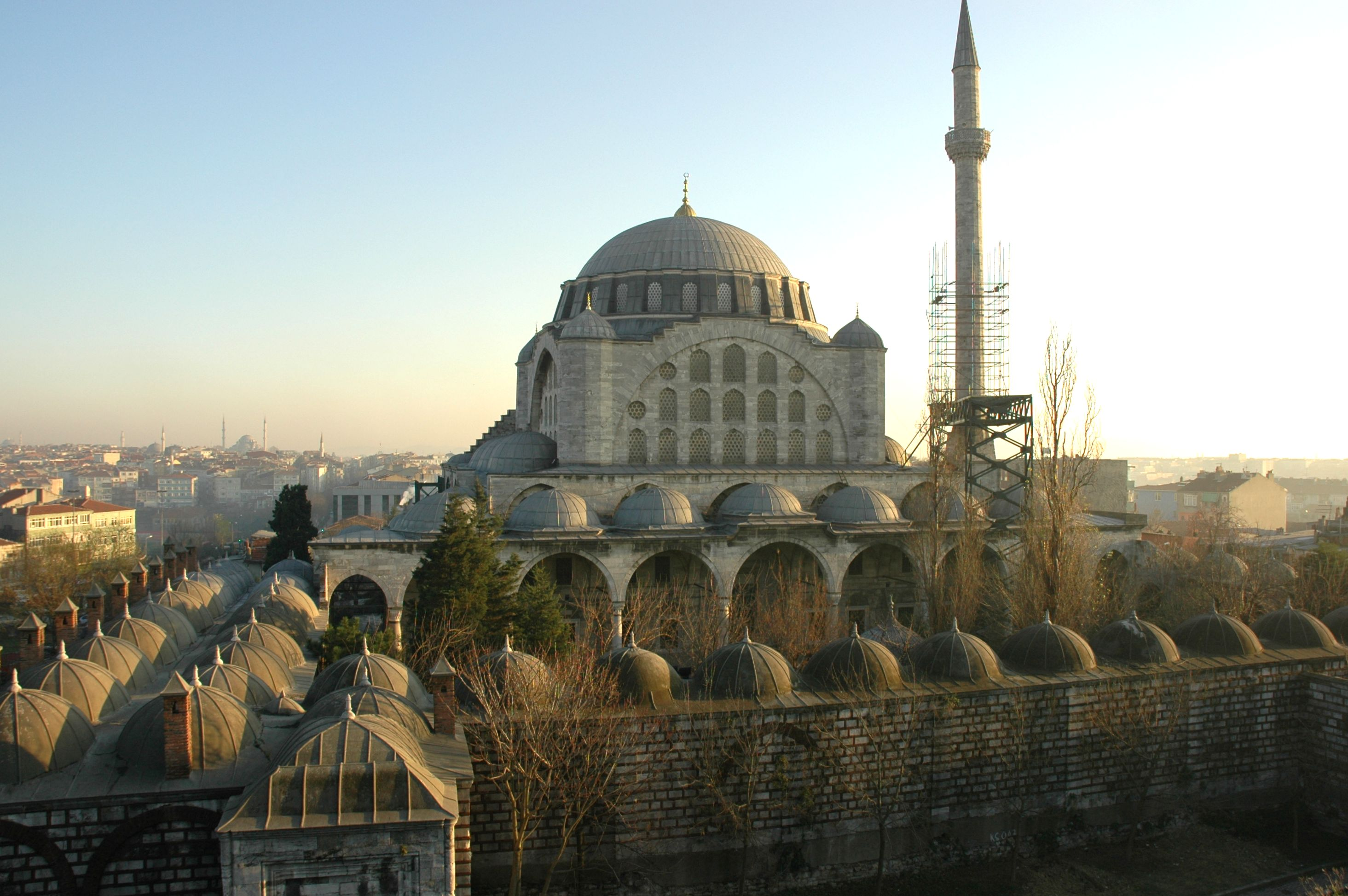
Moschea Mihrimah

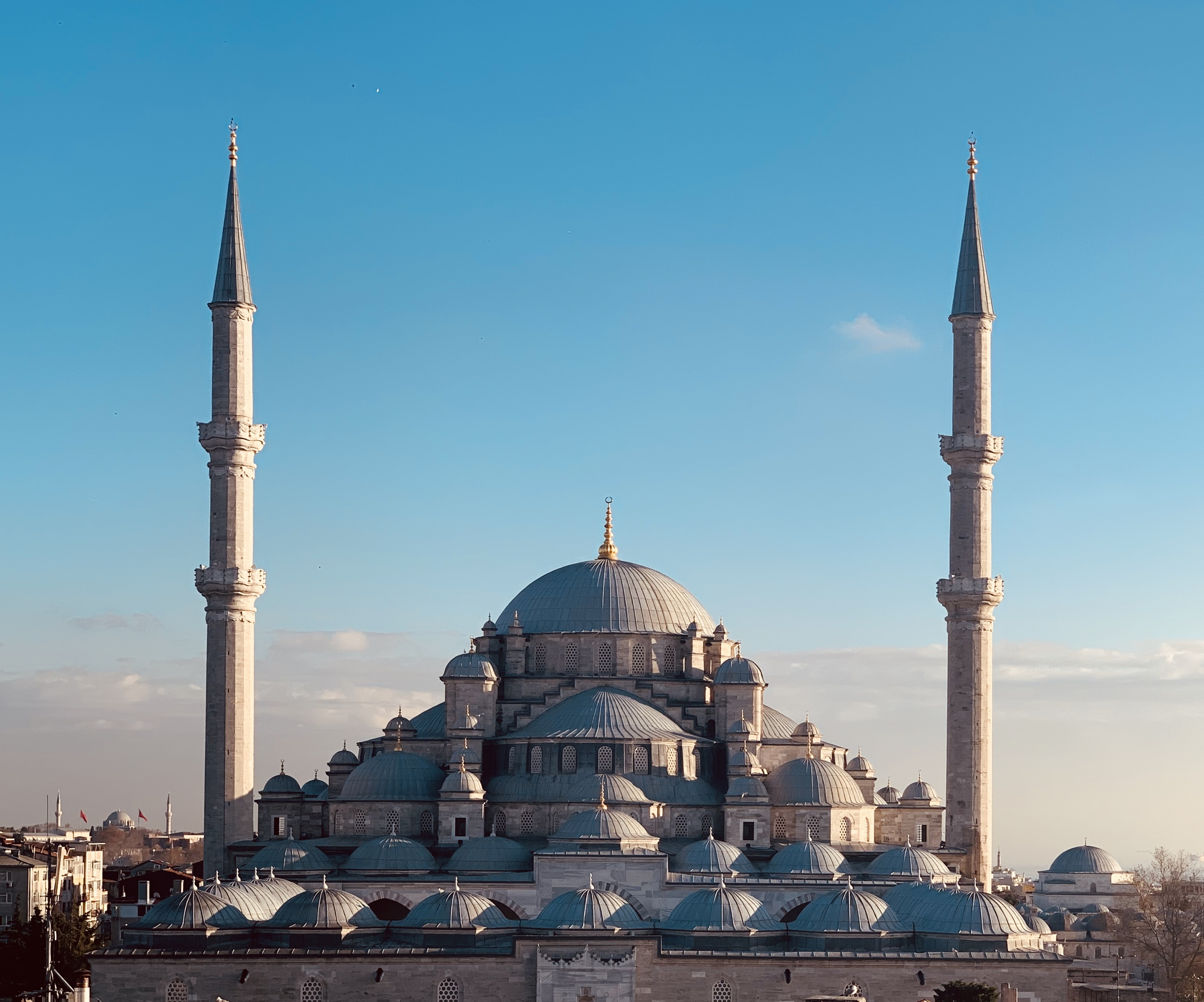
Moschea Fatih

- Moschea Burmali Mescit (Burmalı Mescit Camii)
- Moschea del Defterdar
- Moschea di Dolmabahçe
- Moschea Eyüp Sultan
- Moschea Fatih
- Moschea Firuz Ağa
- Moschea Handan Agha
- Moschea di Hirami Ahmet Pasha
- Moschea Kara Ahmet Pasha
- Moschea Kılıç Ali Pasha, 1580 ad.
- Moschea Kırmızı Minare
- Moschea Küçük Mecidiye, 1843
- Moschea Laleli, 1783 ad.
- Moschea Mesih Mehmed Paşa
- Moschea di Mihrimah, 1565 ad.
- Moschea Molla Çelebi
- Moschea Muhammad Maarifi
- Yeni Cami
- Moschea Nuruosmaniye
- Moschea Nusretiye
- Moschea Ortaköy
- Moschea Pertevniyal Valide Sultan
- Moschea Rum Mehmed Pasha
- Rüstem Pasha camii
- Moschea Sehzade
- Moschea Şemsi Pasha
- Moschea Sinan Pasha
- Moschea di Sokollu Mehmed Pascià
- Moschea di Solimano
- Moschea Blu
- Moschea Teşvikiye
- Moschea Yavuz Selim
- Moschea Yeni Valide
- Moschea Yıldız Hamidiye
- Moschea Zal Mahmud Pasha
- Moschea Zeynep Sultan

## Moschee post ottomane
- Moschea Şakirin, 2009
- Moschea Taksim, 2021